# Muye
Der Stadtbezirk Muye (chinesisch 牧野區 / 牧野区, Pinyin Mùyě Qū) gehört zum Verwaltungsgebiet der bezirksfreien Stadt Xinxiang in der chinesischen Provinz Henan. Er hat eine Fläche von 98,08 km² und zählt 378.775 Einwohner (Volkszählung November 2020).

## Administrative Gliederung
Auf Gemeindeebene setzt sich der Stadtbezirk aus sieben Straßenvierteln, einer Großgemeinde und einer Gemeinde zusammen. 